# Bandesign
Bandesign eller leveldesign är processen då man designar, skapar och balanserar banor, nivåer och uppdrag för ett datorspel. Vanligtvis använder man programvara specifikt utvecklad för denna uppgift, så kallade baneditorer, såsom QuArK, GtkRadiant, Valve Hammer Editor eller UnrealEd. I många spelproduktioner skapas dessutom interna verktyg för att skapa banor och nivåer, då de generella inte riktigt passar för uppgiften.

## Exempel
Ett exempel på hur en enkel leveldesign kan se ut:

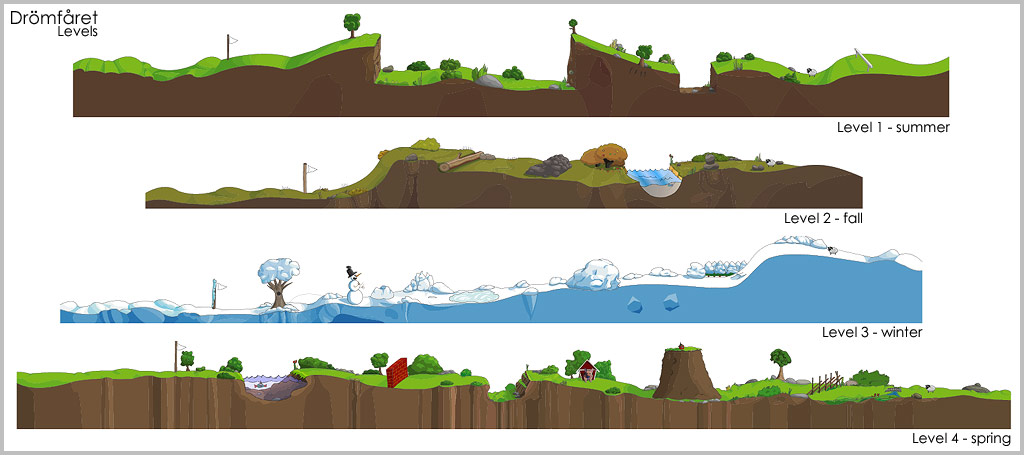
Banöversikt från barnspelet [https://web.archive.org/web/20060428085950/http://www.gamemaker.nu/index.php?id=127 Drömfåret.